# Sandro Pertini

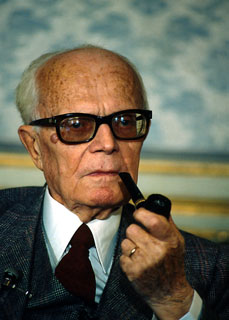
Sandro Pertini

Alessandro „Sandro“ Pertini (* 25. September 1896 in Stella, Provinz Savona; † 24. Februar 1990 in Rom) war ein italienischer Politiker und vom 8. Juli 1978 bis zum 23. Juni 1985 siebter italienischer Staatspräsident.

## Leben

### Jugend
Als Sohn des wohlhabenden piemontesischen Grundbesitzers Alberto begann Sandro an einem Salesianerinternat in Varazze seine Schulbildung und besuchte anschließend in Savona das Chiabreragymnasium.
Sein Philosophielehrer war Adelchi Baratono, ein sozialistischer Reformer und Mitarbeiter von Filippo Turatis Zeitung Critica Sociale, der Pertini in die Kreise der ligurischen Arbeiterbewegung einführte. Pertini studierte Sozialwissenschaften und Jura und legte sein Examen an der Universität Genua ab.
1915 wurde Pertini eingezogen, nahm als Leutnant am Ersten Weltkrieg an der Isonzo-Front teil und erhielt einige Auszeichnungen für Mut und Tapferkeit. 1918 trat er dem Partito Socialista Italiano (PSI) bei. Er zog zu seinem Bruder nach Florenz, wo er am Institut Cesare Alfieri Politikwissenschaft studierte und sein Diplom 1924 mit einer Schrift mit dem Titel La Cooperazione (Kooperation) erhielt.

### Kampf gegen den Faschismus
Bei seinem Studium war er in Kontakt zu demokratischen Interventionisten wie Gaetano Salvemini, den Brüdern Rosselli und Ernesto Rossi gekommen. Gemeinsam mit ihnen wurde er mehrfach von faschistischen Kommandos verprügelt, verlor jedoch niemals seine politischen Ideale. Er trat zunächst der Oppositionsbewegung Italia libera („Freies Italien“) bei.
Nach dem Mordanschlag auf Giacomo Matteotti in Rom engagierte er sich verstärkt im Kampf gegen den Faschismus. 1925 wurde er als Autor einer Broschüre mit dem Titel „Sotto il barbaro dominio fascista“ („Unter der barbarischen faschistischen Herrschaft“) verhaftet, in der der Monarchie und dem königlichen italienischen Senat das Misstrauen ausgesprochen wurde, weil sich zum Beispiel der Senat gegen eine Anklage des Generals Emilio De Bonos wegen Mitwirkung an der Ermordung Matteottis ausgesprochen hatte. 1926 wurde er im Zuge der „Sondergesetze gegen den Antifaschismus“ zu fünf Jahren Deportation verurteilt, konnte sich aber in der Mailänder Wohnung Carlo Rossellis verstecken, wo er Filippo Turati, den eigentlichen Kopf des italienischen Sozialismus, kennenlernte. Pertini organisierte nun dessen Flucht nach Korsika, begleitete ihn dorthin und blieb bis 1929 in Frankreich. Er arbeitete dort als Taxifahrer, Hilfsarbeiter, Anstreicher, Maurer und Komparse.
Nach seiner Rückkehr nach Italien mit einem gefälschten Schweizer Pass bemühte er sich um den Aufbau einer sozialistischen Untergrundorganisation, wurde jedoch verraten, 1929 in Pisa verhaftet und zu zehn Jahren und neun Monaten Haft verurteilt. Pertini blieb ungebrochen und quittierte den Urteilsspruch mit dem Ruf „Es lebe der Sozialismus“ und „Nieder mit dem Faschismus“, was ihm eine zeitweilige Inhaftierung im Gefängnis „Regina Coeli“ und das Urteil lebenslänglich im Zuchthaus Santo Stefano einbrachte. Mehrere ernsthafte Erkrankungen bewirkten im Dezember 1930 seine zeitweilige Entlassung in ein Heim für chronisch Kranke in Turi. Dort lernte er mit Antonio Gramsci eine weitere legendäre Persönlichkeit des italienischen Sozialismus kennen, mit dem er sich anfreundete und dessen Tagebücher er schließlich auch retten konnte.
Im April 1932 wurde er wegen seines Gesundheitszustands in ein Sanatorium für Strafgefangene in Pianosa verlegt. Als man seiner Mutter seinen Gesundheitszustand wegen eines Gnadengesuchs darlegte, machte er klar, dass er keine Gnadengesuche wünsche. 1935 befand er sich in der Verbannung auf Ponza, 1939 in Tremiti und später auf der Insel Ventotene im Tyrrhenischen Meer, wo er bis 1943 verblieb. Einen Monat nach Mussolinis Verhaftung wurde Pertini befreit und stürzte sich unverzüglich in den Kampf gegen das neue Mussoliniregime und die deutschen Besatzer. Er gehörte zu den Gründern des wiedererstandenen PSU und übernahm dort die Organisation des militärischen Widerstandes.
Nachdem er von der SS gemeinsam mit Giuseppe Saragat in Rom verhaftet und brutal verhört worden war, ohne jemanden zu verraten, wurde er zum Tode verurteilt. Er kam bei einem Überfall der Resistenza frei und wurde im zentralen Militärausschuss des Komitees zur nationalen Befreiung Vertreter des PSU. Als Führungsmitglied des PSU ging Pertini in den Norden, um den Widerstand der Resistenza gemeinsam mit dem CLNAI zu organisieren. Im Juli 1944 nahm er an der Befreiung Roms teil, wandte sich daraufhin erneut dem Norden zu und gelangte von Frankreich über den Mont Blanc nach Norditalien, wo er im April 1945 gemeinsam mit Luigi Longo und Leo Valiani den Aufstand von Mailand organisierte. Pertinis jüngster Bruder Eugenio kam im April 1945 im KZ Flossenbürg ums Leben. Einer Quelle zufolge starb er am 25. April, zwei Tage nach der Befreiung des Lagers, vermutlich an den Folgen einer Typhuserkrankung, anderen Quellen zufolge wurde er am 20. April erschossen, als er bei der Aufstellung zu einem Todesmarsch zusammenbrach.

### Pertini als Abgeordneter
Nach der Befreiung Italiens am 25. April 1945 war Pertini kurz Parteisekretär des PSU. Im Juni 1946 wurde er in die verfassunggebende Versammlung gewählt, die die Verfassung der Italienischen Republik ausarbeitete. Pertini war von 1948 bis 1953 Senator und gehörte ab 1953 der Abgeordnetenkammer an. Vom 5. Juli 1968 bis 4. Juni 1976 war er Präsident der Abgeordnetenkammer.
Während der Nachkriegszeit war er im Parteipräsidium des PSU bzw. PSI. Von 1950 bis 1952 fungierte Pertini als Chefredakteur der sozialistischen Zeitung Avanti! Trotz seiner grundsätzlichen Bereitschaft für eine politische Zusammenarbeit mit dem PCI war Pertini immer auf die Unabhängigkeit seiner Partei bedacht, die er als Hüterin der Demokratie und Freiheit der Arbeiterklasse verstanden wissen wollte. Wie die Mehrheit der italienischen Linken verstand Pertini die Sowjetunion als Schutzmacht gegen den Faschismus und Nationalsozialismus und trat während des Kalten Krieges für die Entspannungspolitik ein.
Nach der Niederschlagung des ungarischen Volksaufstandes im November 1956 durch sowjetische Truppen ergriff Pertini eindeutig für die Ungarn Partei und berief sich dabei auf das Selbstbestimmungsrecht der Völker, die Souveränität der Staaten und die demokratische Legalität. Er trat gegen jede Art von Kolonialismus ein – sowohl in der offenen französischen Variante in Indochina als auch in der verbrämten Variante Italiens in Somalia. Er verurteilte Korruption sowohl im italienischen Staat als auch in seiner Partei und nahm in ihr eine unabhängige Position ein, die ihm über die Parteigrenzen hinweg hohes Ansehen einbrachte. Gleichzeitig trat er für die Einheit seiner Partei über die Vielfalt der verschiedenen Flügel ein. Er gehörte zu den energischen Verfechtern eines Atomwaffenverbots in Italien.

### Pertini als Präsident
Ab 1963 war Pertini Stellvertretender Präsident, 1968 wurde er Präsident der Camera dei Deputati (Abgeordnetenhaus, einer der beiden Kammern des italienischen Parlaments) und wurde 1978 nach 16 Wahlgängen mit 81 Jahren zum Präsidenten der italienischen Republik gewählt, dem höchsten Staatsamt Italiens. Als Präsident bemühte er sich erfolgreich darum, den Italienern wieder Vertrauen in den italienischen Staat und seine Institutionen zu geben. Während der Periode des Terrorismus der Brigate Rosse war er ein strenger Verteidiger der Institutionen des Rechtsstaats und sprach offen die vermutete Verbindung zwischen den Roten Brigaden und der UdSSR an. Er trat sein Amt kurz nach der Ermordung des Parteivorsitzenden der Democrazia Cristiana, Aldo Moro, durch die Roten Brigaden an und konnte das Auseinanderbrechen der „Parteien des Verfassungsbogens“ (DC, PCI, PLI, PRI, PSDI und PSI) in der sogenannten parlamentarisch-programmatischen Mehrheit nicht verhindern. Mehrfach weigerte sich Pertini, den im Nachkriegsitalien aus taktischen Gründen so beliebten Weg der Neuwahlen zu gehen, und zwang so die italienischen Parteien, nach Kompromissen zu suchen.
Pertini trat entschieden gegen die Mafia auf, die in seiner Amtszeit eine Reihe Staatsanwälte und Richter brutal ermordete. Er verurteilte die Apartheid in Südafrika, die Militärdiktaturen in Südamerika und die Intervention der UdSSR in Afghanistan. Pertini lehnte es aus Altersgründen ab, für eine zweite Amtszeit zu kandidieren, und wurde nach dem Ende seiner Präsidentschaft automatisch zum Senator auf Lebenszeit.

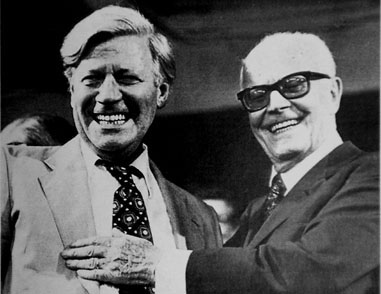
Sandro Pertini mit Helmut Schmidt beim Endspiel der Fußball-Weltmeisterschaft 1982 in Madrid

Im Dezember 1988 wurde Sandro Pertini als erster Persönlichkeit die neugeschaffene Otto-Hahn-Friedensmedaille in Gold der Deutschen Gesellschaft für die Vereinten Nationen (DGVN) in Berlin, „für herausragende Verdienste um Frieden und Völkerverständigung, insbesondere für seine politische Moral und praktizierte Humanität“, verliehen.
Im Guinness-Buch der Rekorde von 1983 war er als ältester amtierender Präsident der Welt aufgeführt. Unvergesslich bleibt seine Reaktion auf das dritte italienische Tor beim Endspiel der Fußball-Weltmeisterschaft 1982 zwischen Italien und Deutschland, als er seinen Finger in Richtung der deutschen Delegation oder des spanischen Königs reckte, was den Eindruck erweckte, er wolle sagen: „Niemand kann uns jetzt noch besiegen.“
Sandro Pertini führte als Staatspräsident folgende offizielle Auslandsreisen durch:
- 1978: Vatikanstadt (privat)
- 1979: BR Deutschland, Jugoslawien, Vatikanstadt (privat)
- 1980: Jugoslawien, Algerien, Spanien, Volksrepublik China, Griechenland
- 1981: Mexiko und Costa Rica und Kolumbien, Portugal, Schweiz, Ägypten, Portugal
- 1982: Japan, Vereinigte Staaten, BR Deutschland, Frankreich, Spanien (privat)
- 1983: Frankreich, Tunesien, Jugoslawien, Libanon, Jordanien
- 1984: Sowjetunion, Vereinigtes Königreich, Vatikanstadt, Schweiz, San Marino
- 1985: Spanien, Ägypten, Sowjetunion, Brasilien, Argentinien und Uruguay, Frankreich, Vereinigtes Königreich

### Privates
Pertini war mit Carla Voltolina verheiratet, die er 1945 bei den Partisanen der Resistenza kennengelernt hatte.
Er starb 1990 mit 93 Jahren; sein Tod hinterließ bei vielen Italienern eine tiefe Lücke, weil er für seine Rechtschaffenheit, Integrität und die Art und Weise, moralische und politische Fragen auszusprechen, sehr geschätzt wurde.

## Pertini in der Musik
Toto Cutugno hat Sandro Pertini 1983 ein Denkmal im Lied L’italiano gesetzt. Hier erwähnt er „un partigiano come presidente“ (dt. „[Italien ist ein Land mit] einem Partisanen als Präsidenten“). Pertinis „Siegestanz“ beim Finale der Fußball-WM 1982 in Spanien erwähnt Luca Barbarossa in seinem Lied „Le cose da salvare“.

## Werke
- Alessandro Pertini: Sechsmal verurteilt und nicht zerbrochen – Protokolle eines demokratischen Sozialisten. 1987. Aus dem Italienischen von Elisabeth Thielicke